# Христианско-демократический призыв
Христианско-демократический призыв (ХДП; нидерл. Christen Democratisch Appèl (CDA)) — нидерландская христианско-демократическая политическая партия.

## История
25 апреля 1975 года три большие религиозные партии, Католическая народная (KVP), а также протестантские Антиреволюционная (ARP) и «Христианско-исторический союз» (CHU), столкнувшись с падением популярности в результате секуляризации общества (на выборах 1963 года их совокупный результат составлял 51 %, а в 1972 — уже только 32 %) образовали федерацию под названием «Христианско-демократический призыв» (CDA) и уже в выборах 1977 года они приняли участие единым блоком. Идея оказалась удачной и 11 октября 1980 года в результате слияния этих партий федерация была преобразована в единую партию под тем же названием.
Первым парламентским лидером ХДП в сенате являлся Хульст ван Йохан. В 1977—1982 годах правительство возглавлял лидер ХДП (сначала блока, затем партии) Дрис ван Агт, в 1982—1994 годах — лидер партии Рууд Любберс. В 1994—2002 годах ХДП находился в оппозиции.

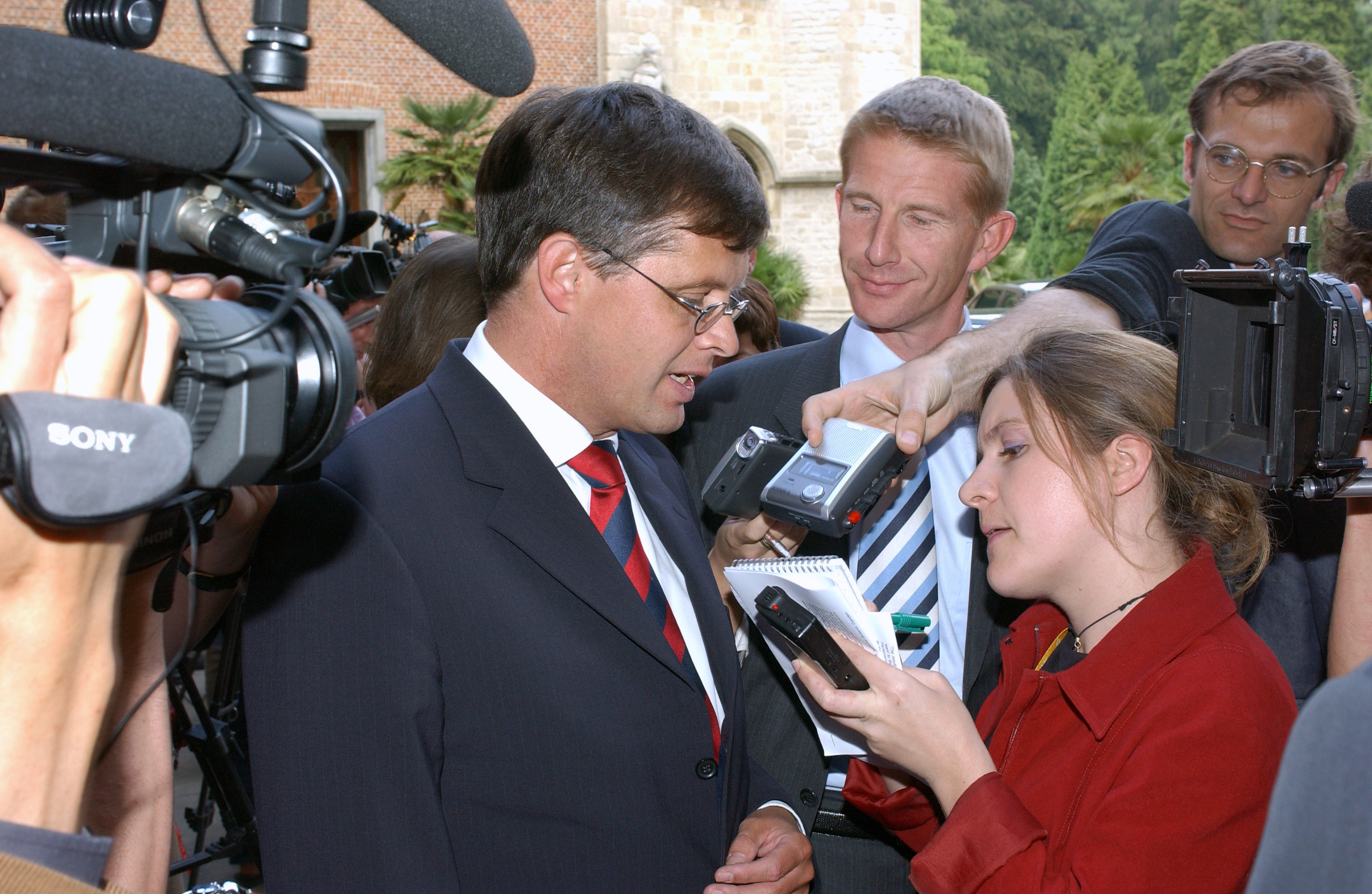
Ян Петер Балкененде и журналисты. 2004

В 2002—2010 годах ХДП имела самую большую фракцию в нидерландском парламенте (до выборов 2010 года — 41 депутат из 150), премьер-министром коалиционного правительства ХДП, Партии труда и Христианского Союза был лидер Христианско-демократического призыва Ян Петер Балкененде. На выборах 9 июня 2010 года партия потеряла почти половину мест, получив 1 281 137 (13,6 %) голосов и 21 место в парламенте.
14 октября 2010 года лидер Народной партии за свободу и демократию Марк Рютте был назначен премьер-министром Нидерландов. В состав новой правящей коалиции, кроме VVD, вошла также партия «Христианско-демократический призыв». Партия свободы Герта Вилдерса поддержала новую правящую коалицию, но не получила министерских портфелей.
На съезде 21 января 2012 года партия отказалась от прежней правоцентристской позиции, приняв центристский курс, который бывший министр социальных дел Аарт-Ян де Геус окрестил «радикальным центризмом» (het radicale midden). Несмотря на это, партия продолжала коалицию с правоцентристской VVD премьер-министра Марка Рютте при поддержке Партии свободы Герта Вилдерса, пока позднее в том же году правительство не рухнуло.
На парламентских выборах 2012 года партия получила 8,5 % голосов и 13 мест в парламенте.
На выборах в Европарламент 2014 года партия набрала 15,18 % голосов, получив 5 мест из 26, отведённых Нидерландам.

## Идеология
CDA — христианско-демократическая и социально-консервативная партия. Христианские ценности рассматриваются как один из источников партийной идеологии, что позволяет партии включать в свой состав евреев, мусульман и индуистов, и выступать за интеграцию меньшинств в нидерландскую культуру.
У партии есть четыре основных идеала: управление, солидарность, дифференцированная ответственность и общественная справедливость. Дифференцированная ответственность подразумевает, что ни один институт не должна контролировать всё общество, вместо этого государство, рынок и социальные институты, такие как церкви и профсоюзы, должны работать вместе. Это основная концепция неокальвинистской политической философии. Кроме того, она относится к тому, как должно быть организовано государство. Ни один уровень государства не должен иметь тотального контроля; вместо этого ответственность должна быть разделена между местными, провинциальными, национальными и европейскими властями. В католической политической мысли это называется субсидиарностью. Говоря об управлении, христианские демократы ссылаются на то, как следует обращаться с планетой: Земля — это дар от Бога, поэтому мы должны попытаться сохранить окружающую среду.
На практике это означает, что CDA является центристской партией. Так, в 2010 году Максим Верхаген, тогдашний неформальный лидер CDA и заместитель премьер-министра, утверждал, что партия является центристской и умеренной и участвует в правоцентристской коалиции с Народной партией за свободу и демократию (VVD) в качестве центристского компонента. В 2012 году партия отказалась от своего прежнего правоцентристского курса, приняв новый курс, названный «радикальным центризмом» (het radicale midden).
В партии также имеется значительное левоцентристское крыло, которое поддерживает политику дружественную к экологии, проевропеизм и отдает предпочтение левоцентристским коалициям. Позиции левоцентристской группы внутри партии были ослаблены после участия партии в кабинете правоцентристского меньшинства с VVD (первый кабинет Рютте), кабинете, который сильно зависел от парламентской поддержки правой Партии свободы (PVV).
Хотя CDA в целом поддерживает членство Нидерландов в Европейском Союзе, внутри партии имеется небольшая, но заметная фракцию евроскептиков, в которую вошёл бывший парламентарий от CDA Питер Омтзигт, в 2020 году призвавший партию поддержать отказ Нидерландов от непопулярных программ ЕС.
В CDA имеется правое, консервативное крыло, одним из видных представителей которого является бывший министр обороны Ханс Хиллен.
- Бюджетный дефицит должен быть погашен в течение одного поколения, чтобы справиться с последствиями старения населения.
- Терпимости к лёгким наркотикам следует положить конец, а практика проституции, абортов и эвтаназии должна быть более ограничена.
- Партия является убеждённым сторонником европейской интеграции и возможного членства Турции в ЕС в будущем.
- Партия хочет сделать школы и больницы более ответственными за свою собственную политику, уменьшив регулирование со стороны правительства.

## Организационная структура
Высший орган — партийный конгресс (partijcongres), между партийными конгрессами — партийное правление (partijbestuur). ХДП состоит из провинциальных отделений (provinciale afdeling), провинциальные отделения — из общинных отделений (gemeentelijke afdeling).

## Результаты партии на выборах

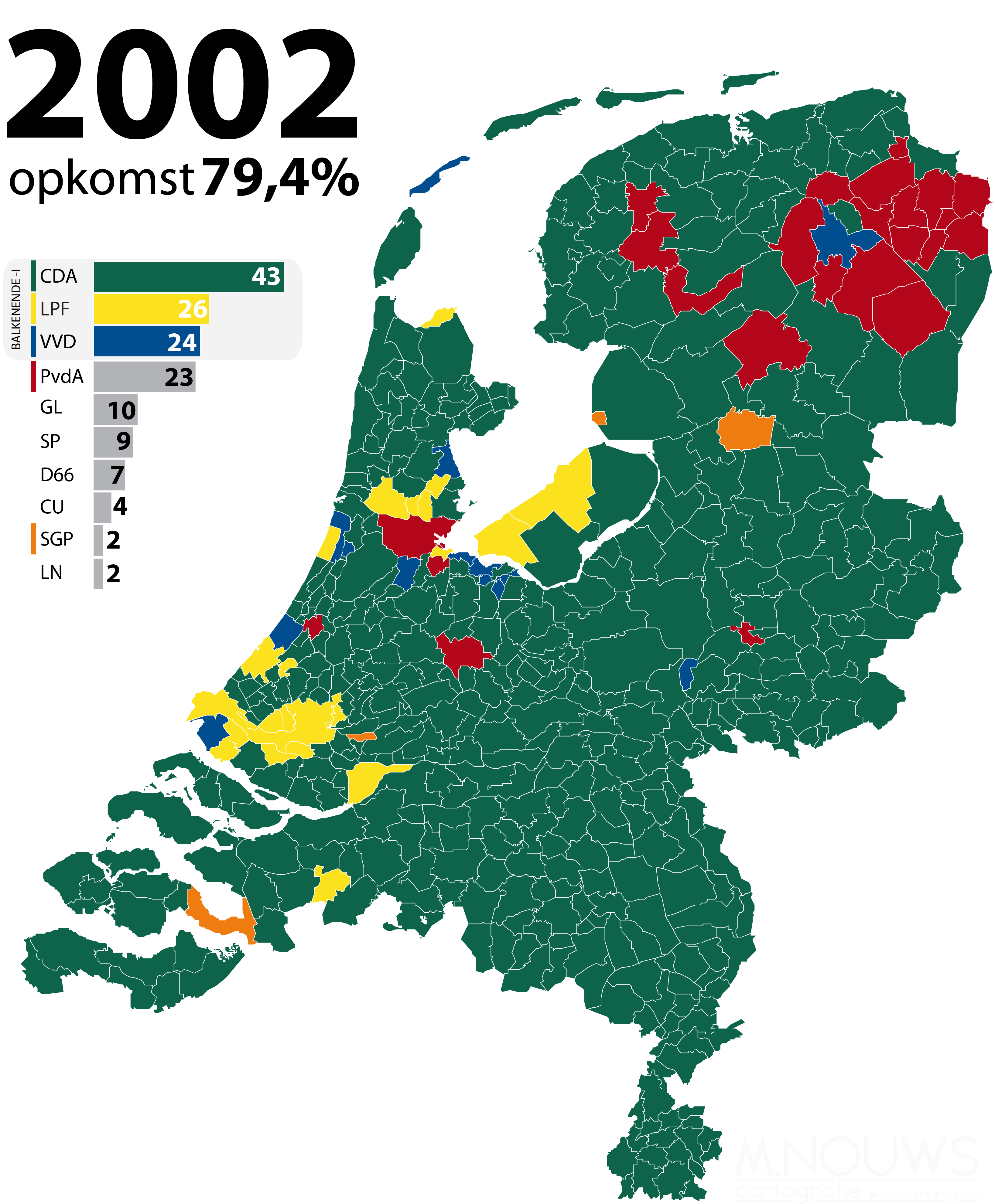
Муниципалитеты (тёмно-зелёный цвет), выигранные CDA на выборах 2002 года
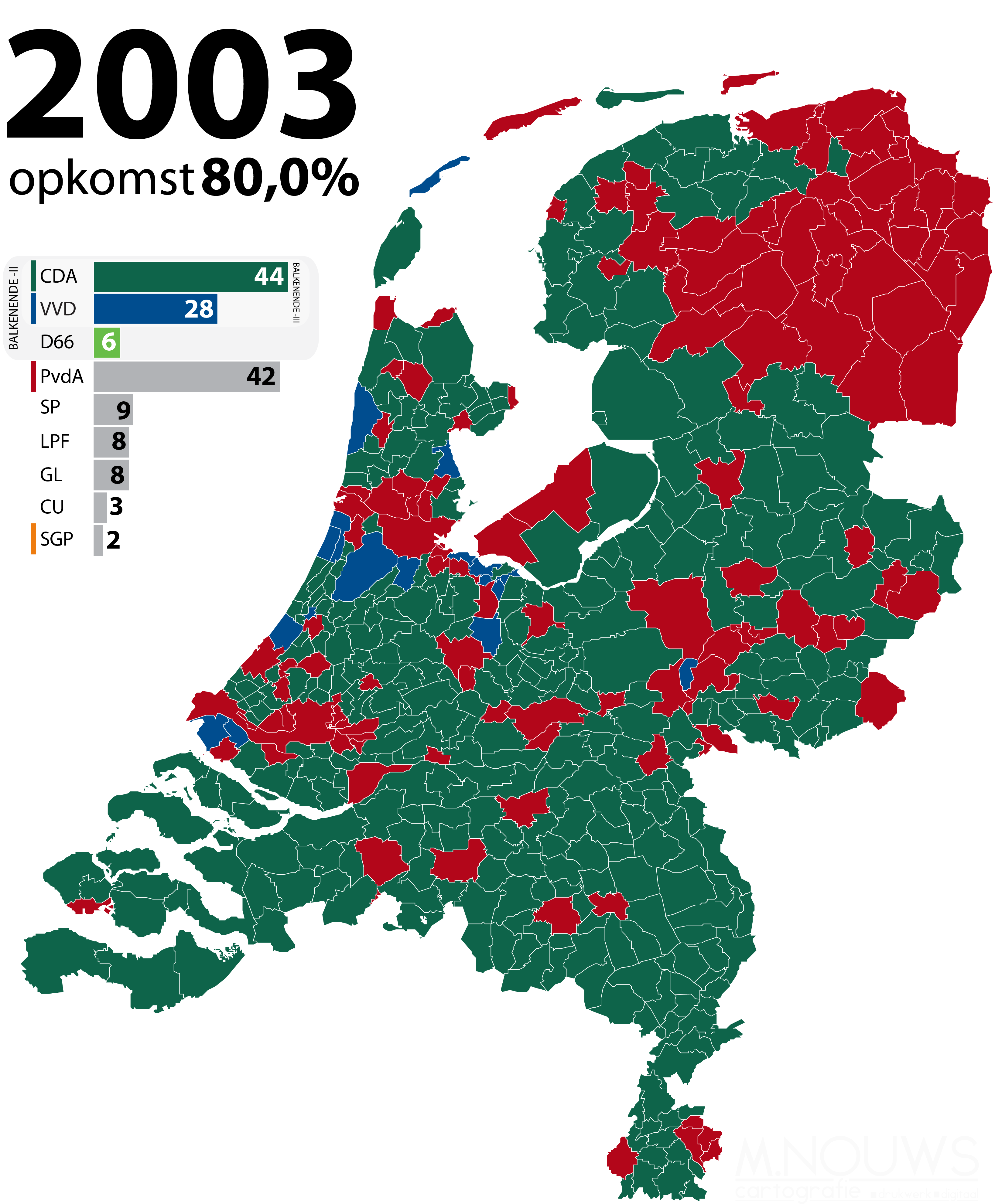
Муниципалитеты (тёмно-зелёный цвет), выигранные CDA на выборах 2003 года
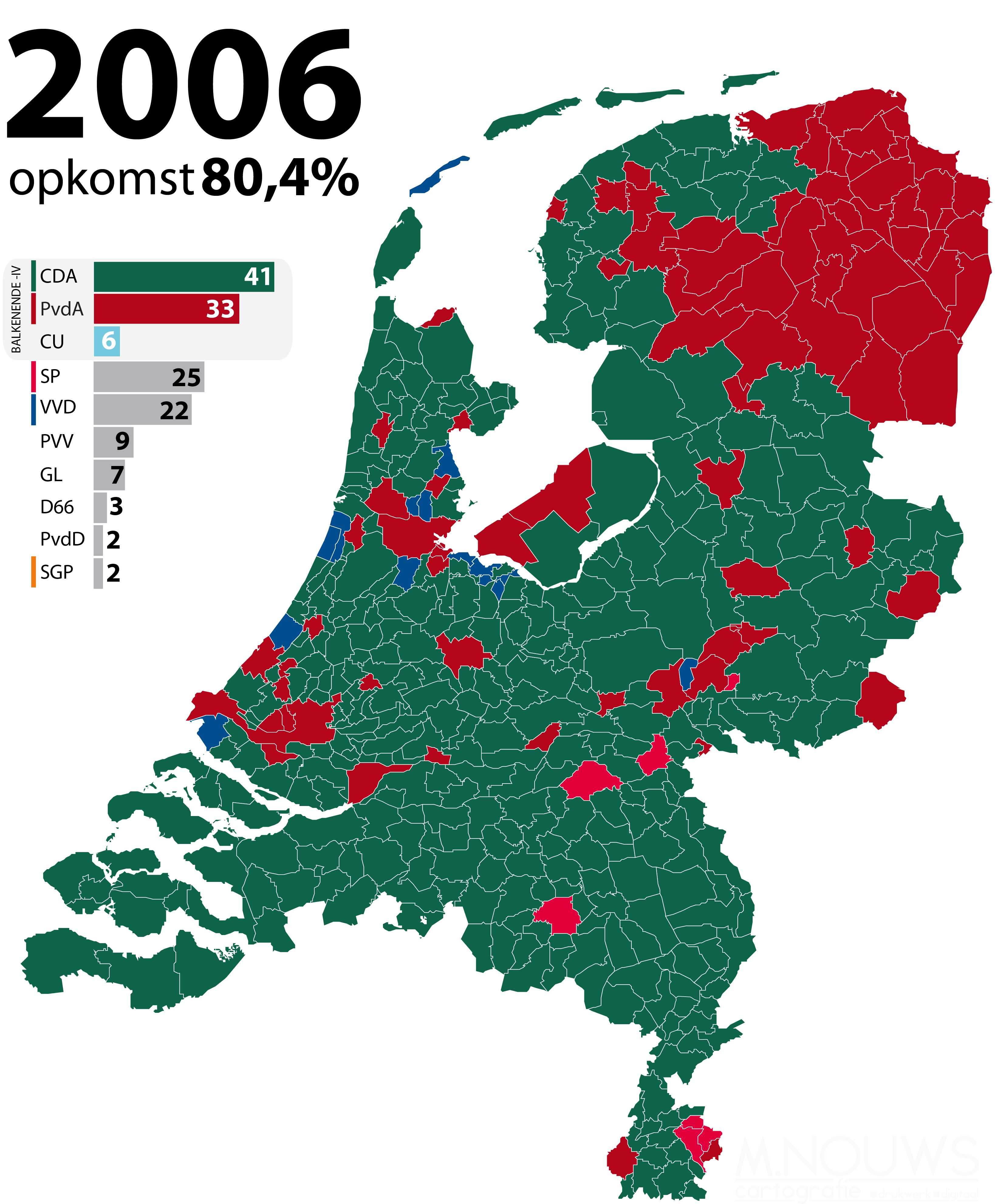
Муниципалитеты (тёмно-зелёный цвет), выигранные CDA на выборах 2006 года
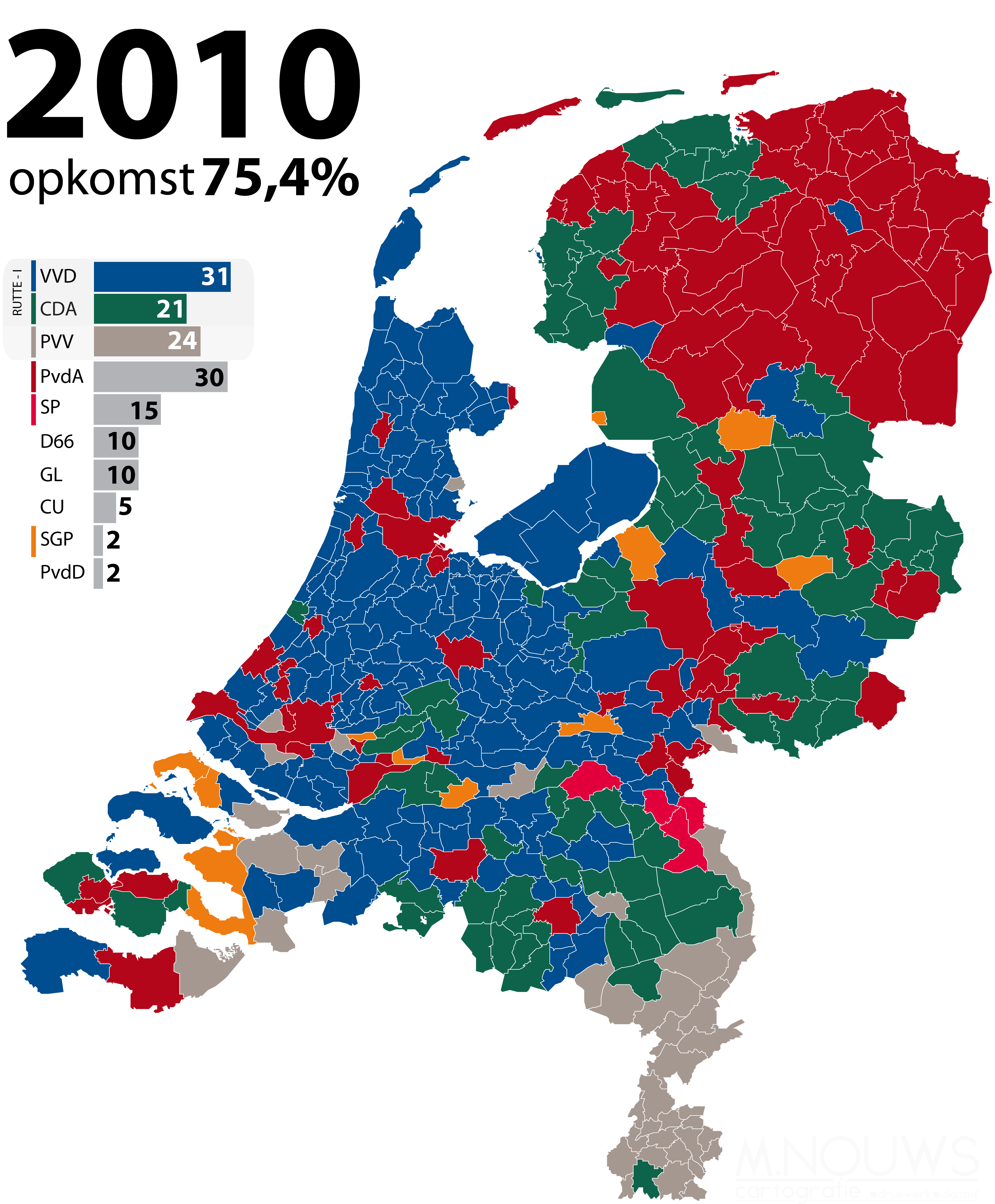
Муниципалитеты (тёмно-зелёный цвет), выигранные CDA на выборах 2010 года
Муниципалитеты (тёмно-зелёный цвет), выигранные CDA на выборах 2012 года
Муниципалитеты (тёмно-зелёный цвет), выигранные CDA на выборах 2017 года
Муниципалитеты (тёмно-зелёный цвет), выигранные CDA на выборах 2021 года
Муниципалитеты (тёмно-зелёный цвет), выигранные CDA на выборах 2023 года

| Год  | Лидер списка            | Место | Голоса    | %     | Мандаты   | +/- | Правительство |
| ---- | ----------------------- | ----- | --------- | ----- | --------- | --- | ------------- |
| 1977 | Дрис Ван Агт            | 2-е   | 2 653 416 | 31,89 | 49 из 150 | ▲1  | Коалиция      |
| 1981 | Дрис Ван Агт            | 1-е   | 2 677 259 | 30,81 | 48 из 150 | ▼1  | Коалиция      |
| 1982 | Дрис Ван Агт            | 2-е   | 2 420 441 | 29,39 | 45 из 150 | ▼3  | Коалиция      |
| 1986 | Рууд Любберс            | 1-е   | 3 172 918 | 34,59 | 54 из 150 | ▲9  | Коалиция      |
| 1989 | Рууд Любберс            | 1-е   | 3 140 502 | 35,31 | 54 из 150 | ▬   | Коалиция      |
| 1994 | Элко Бринкман           | 2-е   | 1 996 418 | 22,23 | 54 из 150 | ▼20 | Оппозиция     |
| 1998 | Яп де Хоп Схеффер       | 3-е   | 1 581 053 | 18,37 | 29 из 150 | ▲5  | Оппозиция     |
| 2002 | Ян Петер Балкененде     | 1-е   | 2 653 723 | 27,93 | 43 из 150 | ▲14 | Коалиция      |
| 2003 | Ян Петер Балкененде     | 1-е   | 2 763 480 | 28,62 | 44 из 150 | ▲2  | Коалиция      |
| 2006 | Ян Петер Балкененде     | 1-е   | 2 608 573 | 26,51 | 41 из 150 | ▼3  | Коалиция      |
| 2010 | Ян Петер Балкененде     | 4-е   | 1 281 886 | 13,61 | 21 из 150 | ▼20 | Коалиция      |
| 2012 | Сибранд ван Харсма Бюма | 5-е   | 801 620   | 8,51  | 13 из 150 | ▼8  | Оппозиция     |
| 2017 | Сибранд ван Харсма Бюма | 3-е   | 1 301 796 | 12,38 | 19 из 150 | ▲6  | Коалиция      |
| 2021 | Вопке Хукстра           | 4-е   | 989 385   | 9,50  | 15 из 150 | ▼4  | Коалиция      |
| 2023 | Анри Бонтенбал          | 7-е   | 345 822   | 3,31  | 5 из 150  | ▼10 | TBA           |

| Год  | Место | Голоса | %     | Мандаты  | +/- |
| ---- | ----- | ------ | ----- | -------- | --- |
| 1977 | 2-е   |        |       | 24 из 75 | ▼5  |
| 1980 | 1-е   |        |       | 27 из 75 | ▲3  |
| 1981 | 1-е   |        |       | 28 из 75 | ▲1  |
| 1983 | 1-е   |        |       | 26 из 75 | ▼2  |
| 1986 | 1-е   |        |       | 26 из 75 | ▬   |
| 1987 | 1-е   |        |       | 26 из 75 | ▬   |
| 1991 | 1-е   |        |       | 27 из 75 | ▲1  |
| 1995 | 2-е   |        |       | 19 из 75 | ▼8  |
| 1999 | 1-е   | 40 541 | 25,7  | 20 из 75 | ▲1  |
| 2003 | 1-е   | 46 848 | 29,0  | 23 из 75 | ▲4  |
| 2007 | 1-е   | 43 501 | 26,67 | 21 из 75 | ▼2  |
| 2011 | 3-е   | 24 260 | 14,61 | 11 из 75 | ▼10 |
| 2015 | 2-е   | 25 145 | 14,87 | 12 из 75 | ▲1  |
| 2019 | 3-е   | 19 756 | 11,41 | 9 из 75  | ▼3  |
| 2023 | 5-е   | 3 136  | 7,34  | 6 из 75  | ▼ 3 |

| Год  | Место | Голоса    | %     | Мандаты  | +/-   | Прим.  |
| ---- | ----- | --------- | ----- | -------- | ----- | ------ |
| 1979 | 1-е   | 2 017 743 | 35,60 | 10 из 25 | Новая | [ 20 ] |
| 1984 | 2-е   | 1 590 218 | 30,02 | 8 из 25  | ▼2    | [ 21 ] |
| 1989 | 1-е   | 1 813 035 | 34,60 | 10 из 25 | ▲2    | [ 22 ] |
| 1994 | 1-е   | 1 271 840 | 30,77 | 10 из 31 | ▬     | [ 23 ] |
| 1999 | 1-е   | 951 898   | 26,94 | 9 из 31  | ▼3    | [ 24 ] |
| 2004 | 2-е   | 1 164 431 | 24,43 | 7 из 27  | ▼2    | [ 25 ] |
| 2009 | 1-е   | 913 233   | 20,05 | 5 из 25  | ▼2    | [ 26 ] |
| 2009 | 1-е   | 913 233   | 20,05 | 5 из 26  | ▬     | [ 26 ] |
| 2014 | 2-е   | 721 766   | 15,18 | 5 из 26  | ▬     | [ 27 ] |
| 2019 | 3-е   | 669 555   | 12,18 | 4 из 26  | ▼     | [ 28 ] |
| 2019 | 3-е   | 669 555   | 12,18 | 5 из 29  | ▲     | [ 28 ] |
| 2023 | 4-е   | 589 205   | 9,5   | 3 из 31  | ▼     |        |

### Другие выборы
На февраль 2022 года три из двенадцати королевских комиссаров представляли CDA (Гелдерланд, Гронинген и Южная Голландия). Партия входит в региональные правительства всех провинциq, за исключением Северной Голландии. По итогам последних провинциальных выборов CDA заняла 5-е место, получив 43 места в провинциальных штатах, что на 29 мест меньше по сравнению с 2019 годом. Больше всего депутатов от партии было избрано в Зеландии (5 мест из 39) и Лимбурге (5 из 47).
На 3 мая 2020 года 89 мэров в Нидерландах из 316 являлись членами CDA, в том числе, мэры Неймегена, Амерсфорта, Залтбоммела, Катвейка, Леувардена и Твентеранда. На 30 сентября 2022 года CDA была крупнейшей партией Нидерландов на муниципальном уровне, включая 212 олдерменов из 1410 и большое количество членов муниципальных и районных советов.
CDA представлена в 20 советах по водным ресурсам Нидерландов из 21. После выборов в советы по водным ресурсам в 2023 году партия получила в общей сложности 36 из 602 мест, что сделало её шестой в стране по величине партией в советах по водным ресурсам. Совет по водным ресурсам Лимбурга — единственный, в котором CDA формально не представлена, хотя партия Waterbelang Limburg состоит в основном из членов CDA.

## Численность партии
На момент создания, 11 октября 1980 года, в CDA состояло 162 179 человек, правда уже к концу того же года численность партии уменьшилась до 143 тыс. членов. Численность партии продолжала падать, стабилизировавшись во второй половине 1980-х годов на уровне примерно 122—129 тыс. членов. С 1990 года количество членов CDA вновь стало падать, и уже в 1996 году впервые численность партии стала меньше 100 тыс. человек. В результате, к февралю 2023 года в партии числилось менее 32 тыс. членов, что является худшим показателем в её истории.